# 波士顿轻轨绿线B支线
波士顿轻轨B支线也被称作联邦大道支线或波士顿学院支线，位于美国马萨诸塞州波士顿，是一条沿着联邦大道往返于波士顿市中心和波士顿学院的轻轨线。波士顿轻轨绿线一共有4条支线，其中B支线在肯莫尔站分叉开往布兰德福德街站，终点站为波士顿学院站。肯莫尔站同时也是C支线和D支线的分叉口。B、C、D支线在肯莫尔站汇合后沿着博伊尔斯顿街地铁隧道和特里蒙特街地铁隧道行驶至波士顿市中心。截至2016年，B支线入城方向的终点站为公园街站，其营运范围完全在波士顿城市内，其他支线会延伸到郊区。
由于B支线轻轨连接波士顿学院和波士顿大学，因此两所学校间的体育对抗赛绿线对抗赛也被称作B线之争。

## 历史

### 开工建设

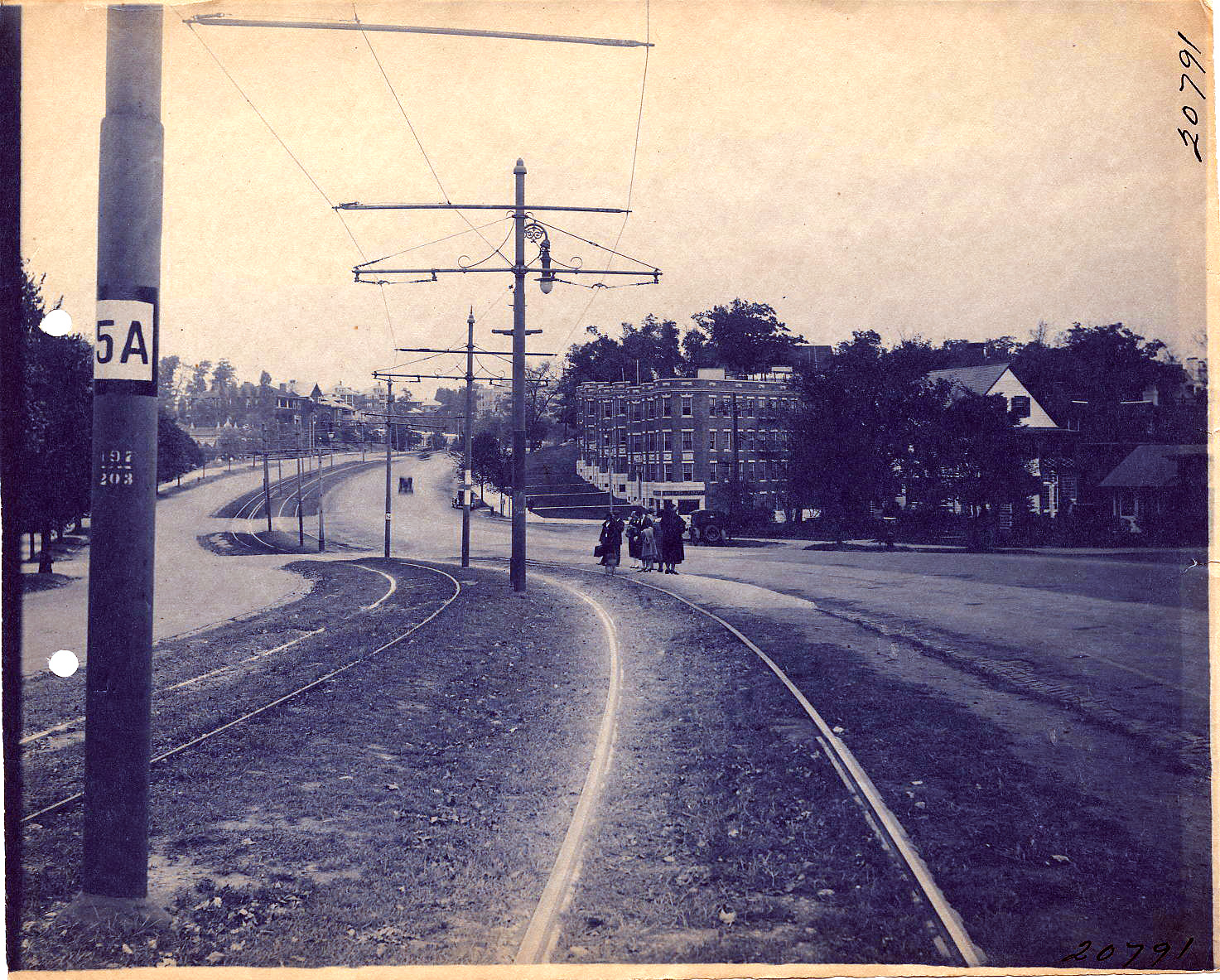
1910年前后，乘客在栗山大道站候车

如今的B支线最早建设的那部分，实际上是为了水城线和比肯街线建造的。1889年，西端街铁路公司建造的比肯街线开始运营。改线路往返于柯立芝角和橡树广场，沿着哈佛大道、布莱顿大道、剑桥街和华盛顿街行驶。:58即便这条线路也会覆盖到蓬勃发展的布莱顿和奥尔斯顿区，但这两个市区更需要其自己的轻轨以满足日益增长的乘客需求。19世纪90年代中期，联邦大道的肯莫尔广场至派卡角站升级改造，道路拓宽并在中央设有宽阔的隔离带供有轨电车使用。1894年开通了从肯莫尔广场至波士顿大学桥的有轨电车，1895年延伸至布莱顿大道，1896年5月18日沿着布莱顿大道与旧轨道相连贯通。:48(这条线于1896年6月13日延伸至牛顿角站附近的诺那顿广场。):48
之后，联邦大道再往西向波士顿与牛顿市的交界处延伸，栗山大道站和波士顿学院站也改造成有中央隔离带的大道。往返于波士顿市中心和湖街的有轨电车与1896年8月15日正式通车。有轨电车经过栗山大道、现有的比肯街线、华盛顿街和亨廷顿大道。:58在湖街附近，轨道与联邦大道街道铁路相连。:38
肯莫尔广场东侧，有轨电车最初沿着比肯街、马萨诸塞州大道和博伊尔斯顿街行驶至公园广场。:54联邦大道正式运行时，波士顿的轨道车辆沿着拥挤的特里蒙特街轨道(于1891年电气化)驶向波士顿北站。:611897年9月1日特里蒙特街地铁隧道开通后，有轨电车线路重新规划，经由隧道开往公园街站。:21
波士顿高架铁路公司于1897年10月1日起租用西端街铁路公司，并继续对其铁路系统进行扩张。:351900年5月26日，波士顿高架铁路公司为栗山大道和布莱克大道间的联邦大道路段新建了轨道，尽管布莱顿区的联邦大道当时并没有开发完全，但是新的线路上座率仍然很高。:581900年铺设的这段轨道并不在道路中央的隔离带内，而是在道路一侧预留的辅路和行车道之间。

### 线路扩张

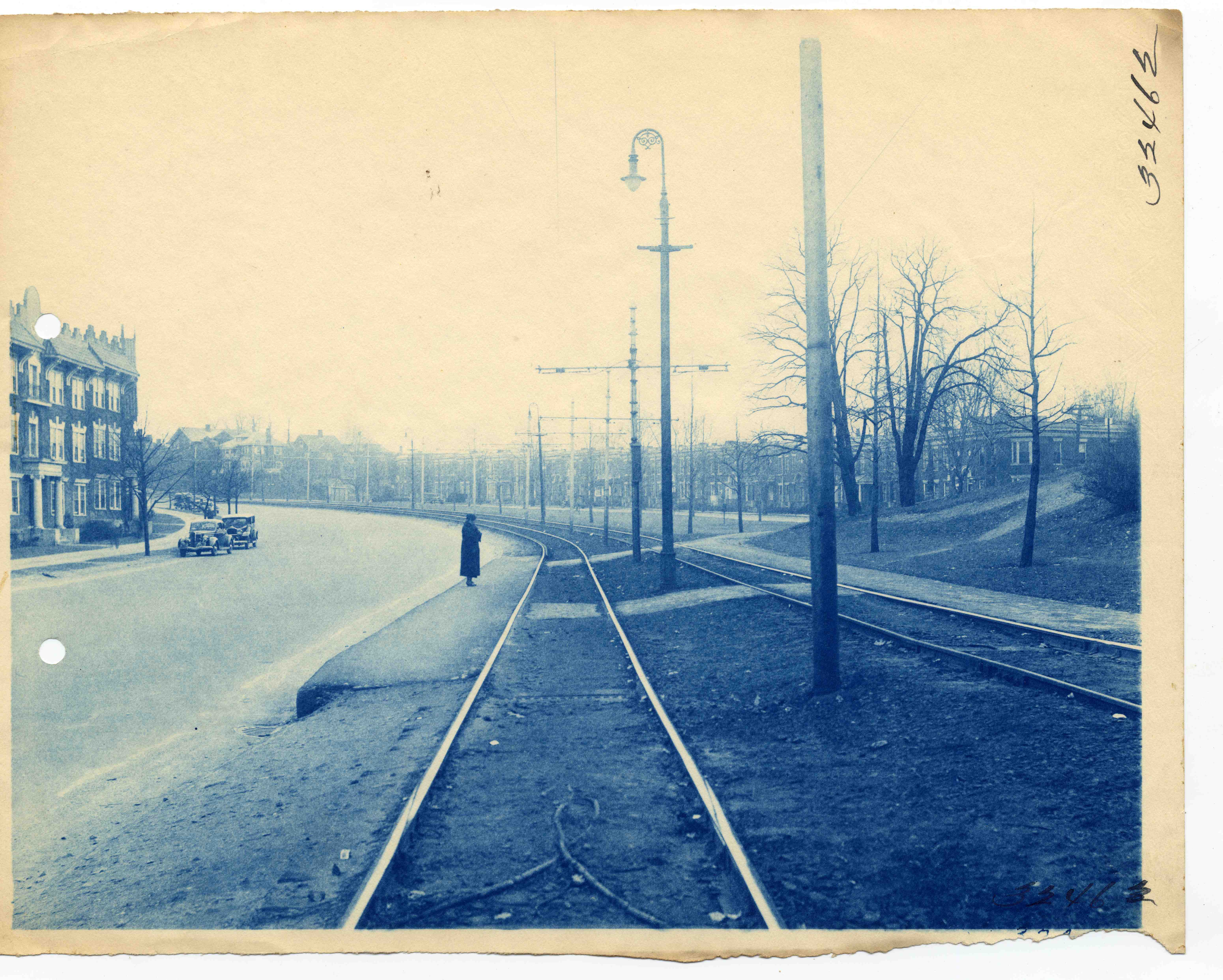
约1915年至1930年间，一位乘客在利明顿街候车

湖街以西路段的有轨电车由联邦大道街道铁路公司运营，后来于1904年合并为牛顿和波士顿街道铁路公司，1909年合并为米德尔塞克斯和波士顿街道铁路。:39牛顿街道铁路途径水城线，往返于公园街和沃尔瑟姆，于1903年2月23日开始运行。1912年4月，波士顿地铁红线开通后，沃尔瑟姆线改道至中央广场站。:391912年5月1日，米德尔塞克斯和波士顿街道铁路公司在联邦大道上开通了一条新的线路，通往牛顿高地。:39
博伊尔斯顿街地铁隧道，作为特里蒙特街地铁隧道的延长线，于1914年10月3日开通。隧道从特里蒙特街地铁隧道一直延伸至肯莫尔广场，在中间设有科普利站和海因斯会议中心站。:40随后，1921年，阿灵顿站建成。牛顿高地线随后被缩减，终点站设为湖街站，与波士顿高架铁路公司的线路相连。:39 1914年11月1日，诺鲁姆贝加公园线也同样被缩减。:58

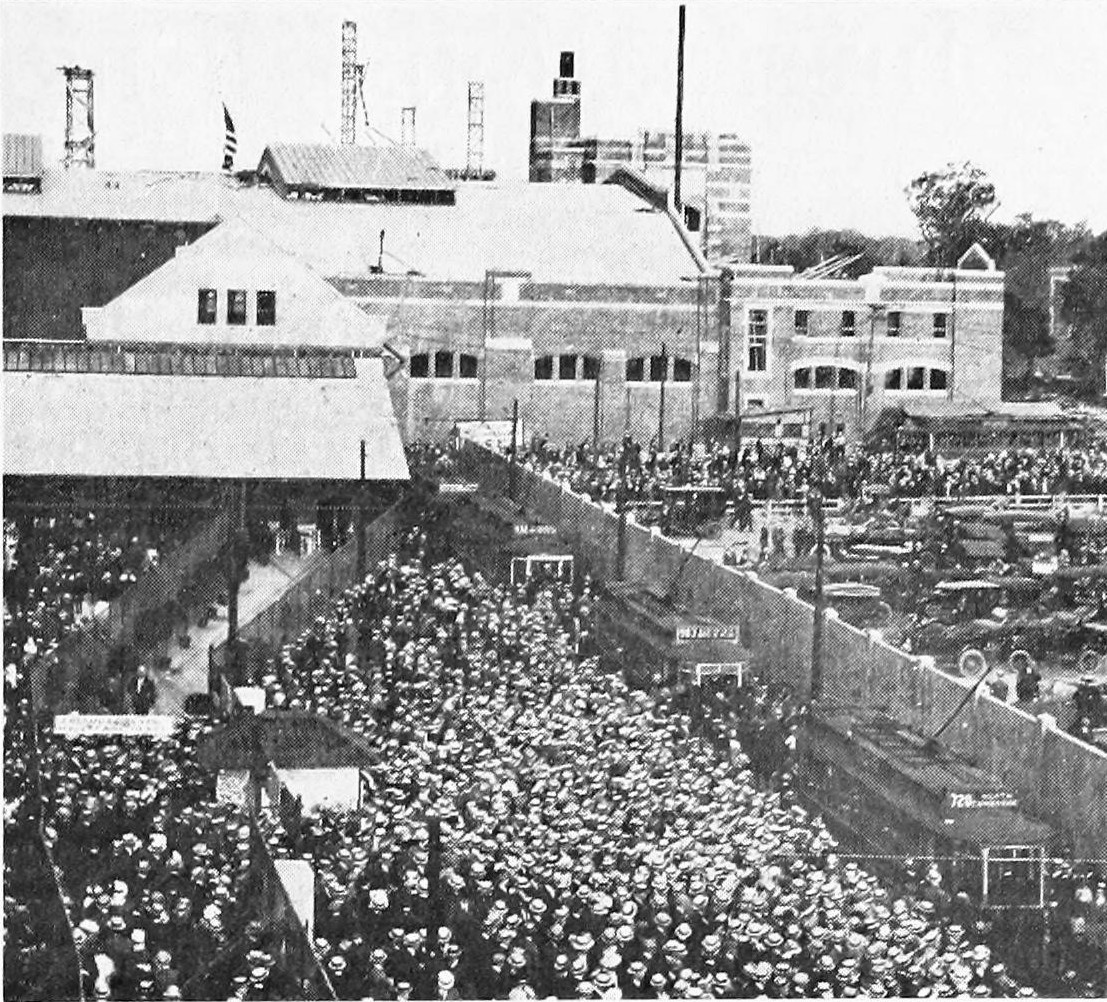
有轨电车在1915年为勇士球场的第一场比赛服务

联邦大道线上有两座主要的棒球场，分别为1912年建的芬威球場和1915年建的勇士球场。波士顿高架铁路公司在肯莫尔站建造了预付费封闭车站，乘客需要先检票才能进站候车。:58勇士球场于1915年8月18日开放，球场边的车站也是预付费车站，并有供车辆调转方向的环型轨道。这个环形轨道也被用于波士顿红袜队在芬威球场比赛时，或者上下班高峰期。:108比赛期间，环型轨道使用频率十分高，尤其是在1948年美国职棒总冠军赛期间，公园街至勇士球场的有轨电车每45秒一班 。:109

### 20世纪初
1916年前后，波士顿高架铁路公司在联邦大道湖街北侧修建了一座驻车场。米德尔塞克斯和波士顿街道铁路剩余的线路在1930年全部被公共汽车替代。而波士顿高架铁路公司将中央隔离带的换乘车站拆除，并在原处建造了一座新的站台和候车室。:59水库车辆厂于1940年5月扩宽增容，缓解了湖街车辆厂的驻车压力，也不再需要将有轨电车停在剑桥市的车辆厂了。:102

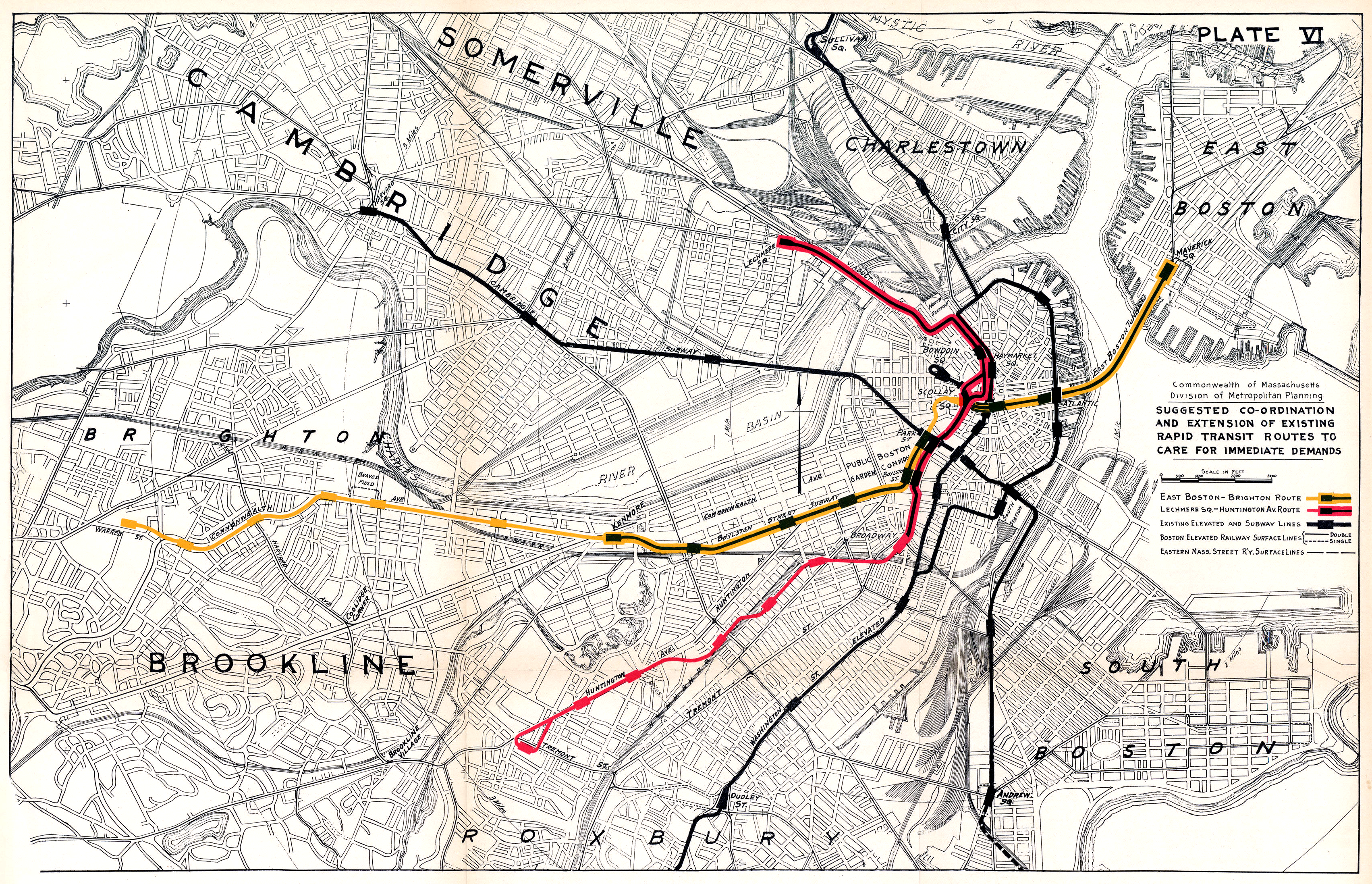
1926年提议的规划地图

1922年，波士顿高架铁路公司提议将联邦大道城内部分改为地铁服务。新购置的三节中间开门车厢的列车提供更大的可容量和更短的停留时间，在高峰期可以每两分钟发一班车，其余时间行车间隔为4分钟。:59 终点站计划设在剑桥市东部的莱希米尔站和奥尔斯顿靠近哈佛大道站的林登街。这两个车站会是有轨电车和地铁的换乘车站。莱希米尔终点站顺利建成，但是由于当地社区和居民反对搬迁，林登街终点站没能建成。:59
后来，肯莫尔站的拥挤导致数条有轨电车线路经常延误。1924年5月，州立法机构要求都会区委员会为波士顿规划更大的地铁网络系统，包括对博伊尔斯顿街地铁进行延长。规划白皮书于1926年12月发布，将波士顿现有的地铁隧道重新组成两条地铁。一条线路从东波士顿开往布莱顿区，将如今的波士顿地铁蓝线连接至特里蒙特街地铁隧道。博伊尔斯顿街地铁隧道将会被延长至肯莫尔广场。地铁和有轨电车的换乘车站将会坐落在沃伦街附近。其中波士顿地铁蓝线于1924年被转换为地铁。:5区段中将设有波士顿大学中央站、普莱森特街站、派卡角站、哈佛大道站和奥尔斯顿街站。:VI有轨电车改为地铁后，多个繁忙的十字路口压力减缓，同时报告也指出布莱顿区发展迅速，联邦大道地铁可以延长到湖街站。:32

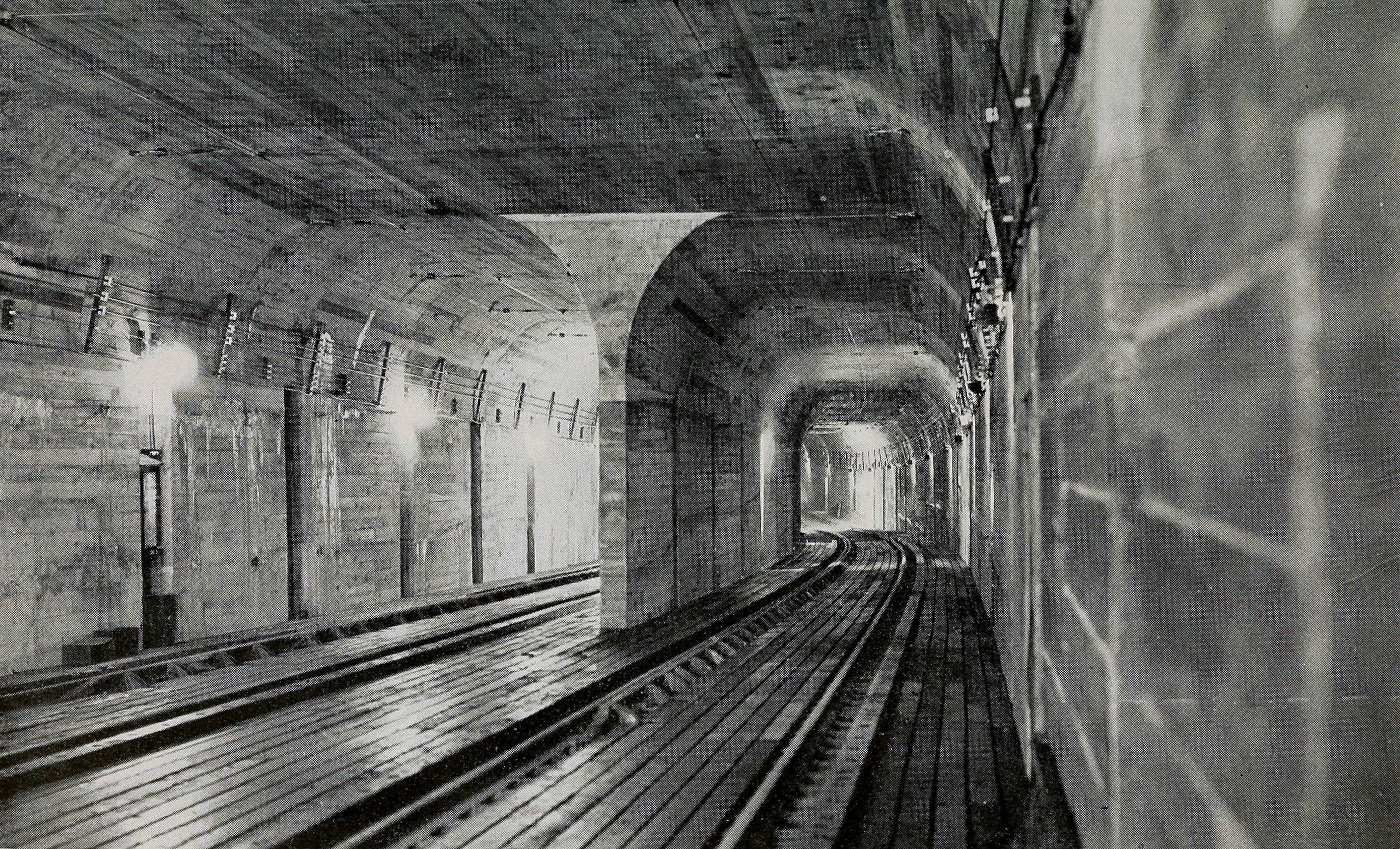
布兰德福德街至肯莫尔广场站的地铁隧道于1932年建设

肯莫尔广场下的地铁隧道预计造价为500万美元，等同于如今的8600万美元。波士顿高架铁路公司和市政府都对此提出反对，并提议建造立交桥穿过广场，该工程只需要耗费140万美元。然而，地铁隧道被敲定为最终方案，但是直到1930年工程都未开始施工。之后，立法机构将隧道租赁价格降低后隧道才开始施工。地铁隧道在肯莫尔站分叉通向圣玛丽街站和布兰德福德街站，均于1932年10月23日建成通车。:59该隧道延长线是为未来联邦大道地铁线改造做准备的。
随着对公共交通需求的增加，公众对地铁改造的兴趣逐渐减退，更多的关注于将轨道交通系统网络铺开至郊区。1926年以后下一个主要公共交通规划报告为1945年和1947年的柯立芝委员会报告。报告中建议沿着波士顿至奥尔巴尼铁路修建地铁，联邦大道继续保持使用有轨电车。:16虽然规划并没有对现有的有轨电车线路做很多规划，但是仍然新增了站点以提高有轨电车使用率。1926年10月27日在华盛顿街站新增辅道。 :591931年2月7日，比肯街线和联邦大道线均延伸至莱希米尔站。1931年6月30日，布兰德福德街站西侧的十字路口替换成袋狀軌，用于列车临时停靠。:591940年前后，湖街线重命名为62号线。:27

### 战后岁月

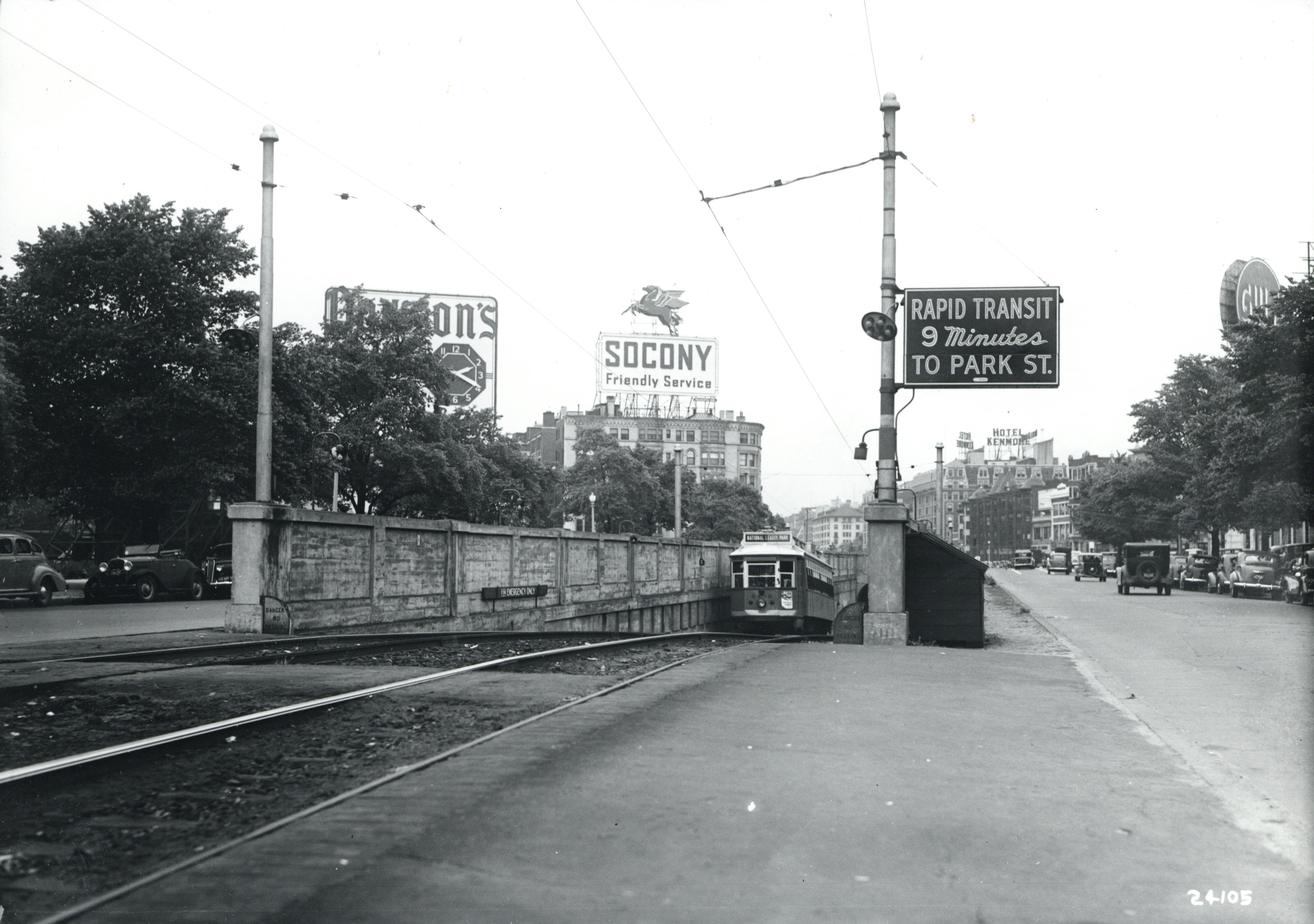
一1943年，有轨电车离开肯莫尔站，从布兰德福德街隧道入口驶出

40年代早起，波士顿高架铁路公司开始对旧的有轨电车进行更新，更换成PCC型有轨电车。1944年5月，第一条替换成PCC型有轨电车的线路为湖街线，整条线路上的列车于1945年12月10日全部替换完。:10020年代后，通过布鲁克莱恩村站的线路被65号公交取代后，栗山大道上的那段短小的轨道不再用于常规营运使用。联邦大道西行方向至栗山大道南行方向的连接轨道与1947年5月31日开通，在两条大道路口形成三角線交叉口。:1021947年5月21日，由于波士顿学院扩张校园面积，湖街站更名为波士顿学院站。:991947年8月29日，私营的波士顿高架铁路公司由公共机构大都会交通署(MTA)继承。:17
1959年4月，为建设马萨诸塞州收费公路延长线，波士顿和奥尔巴尼铁路公司的伍斯特线在后湾站和牛頓村之间的车站关闭改造。奥尔斯顿和布莱顿的轨道运输仅剩水城线和波士顿学院线。勇士球场被迁移至密尔沃基后，波士頓大學与1953年购买了球场所在地块，欲用作其他用途。经过多年提交申请的努力，大都会交通署于1962年1月15日正式废弃了勇士球场附近的环状轨道。:214
60年代左右，沃伦街和沃灵福德路之间的有轨电车从宽阔的辅路改成道路中间的狭窄隔离带，以扩宽行车道。:451961年11月25日，由于1959年开通的河滨线终点到莱希米尔站，波士顿学院线的终点缩短至公园街站。:2031963年至1965年，为配合收费公路建设，横跨波士顿和奥尔巴尼铁路的联邦大道桥重建，有轨电车临时使用与之平行的一座桥。:203

### 马萨诸塞湾交通局时代
1964年8月，马萨诸塞湾交通局成立，代替院线的大都会交通署。交通局对波士顿公共交通系统重新品牌化，于1965年8月26日将剩余的所有特里蒙特街有轨电车重整合并为波士顿轻轨绿线。1967年，轻轨绿线的五条支线被分别制定字母编号用于区分，波士顿大学线为B支线，水城线为A支线，比肯街线为C支线。马萨诸塞湾交通局对绿线的市中心终点站多次进行实验性变更，1964年11月18日，B线终点被延长至政府中心站。接下来的20多年里，B线的终点站曾被改至公园街站、干草市场站、波士顿北站和莱希米尔站，并最终改回政府中心站且一直保持到了2004年。

### 车站合并

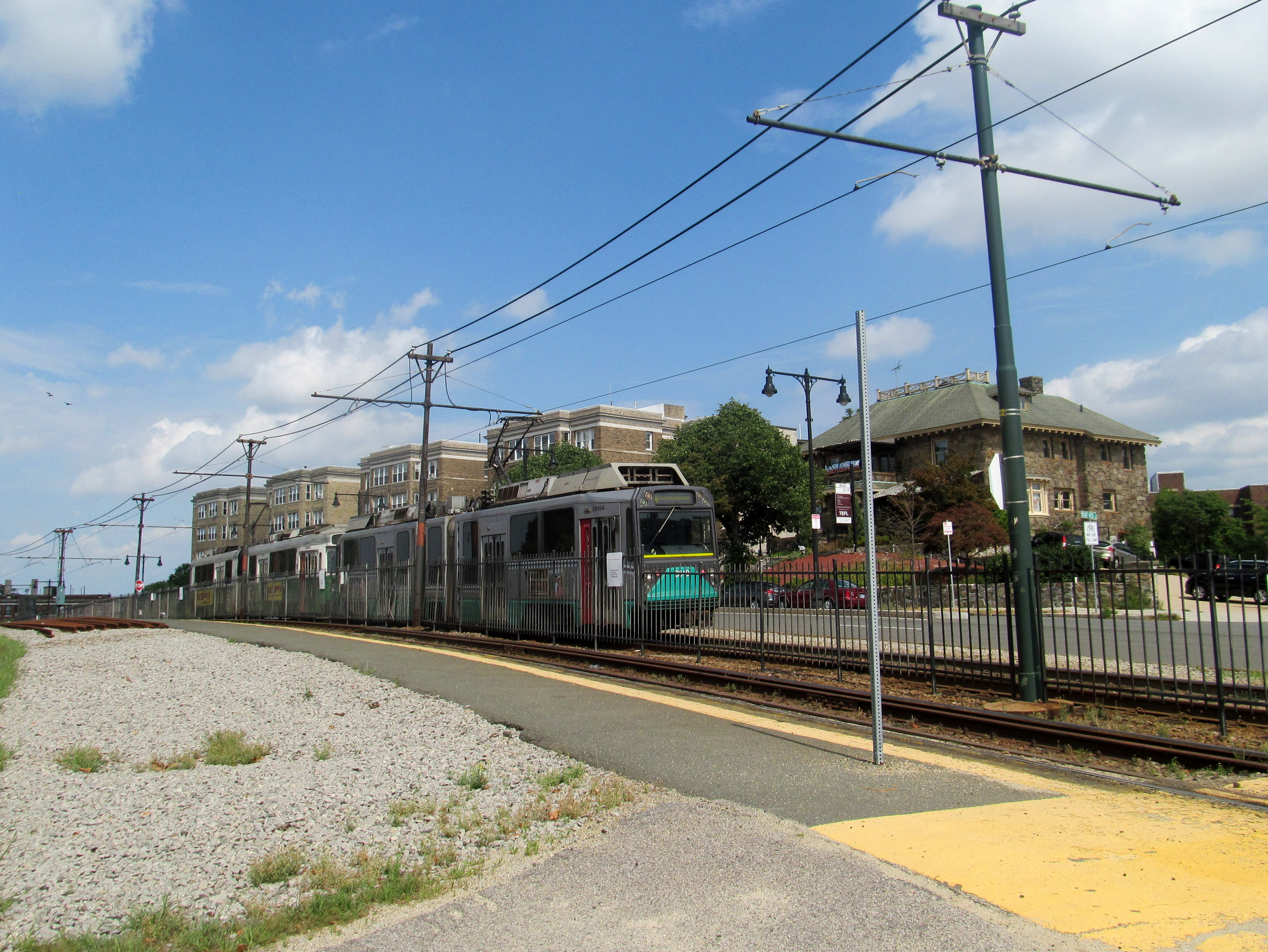
帽山路站于2004年关闭

B支线乘客一直抱怨其列车服务缓慢，其主要原因在于线路途径的路口和站点太多。据统计，B支线地表段途径27个繁忙的管控路口和18个车站。

2003年末，为改进线路运行，马萨诸塞湾交通局提出将B线地表的5座不常用车站关闭，分别为灰崖路站、奇斯威克路站、帽山路站、顶峰大道和福德姆路站。这些站使用人数少，且于临近车站间距很短。这些车站均在派卡角站西侧但仍然会对线路运行产生巨大影响。在收集了公众意见后，由于附近有养老院，奇斯威克路站被从关停名单中移除。2004年4月20日，提议的4座车站被试点关闭。2005年3月15日对1142名乘客进行调查，调查显示超过73%的乘客认可车站关闭带来的影响，董事会投票将车站永久关闭。
2014年10月，马萨诸塞湾交通局再次主持会议，提议将波士頓大學西校区附近的波士顿大学西站、圣保罗街站 (波士顿轻轨绿线B支线)、普莱森特街站和巴布科克街站合并成两座无障碍车站。截至2018年，马萨诸塞湾交通局预计施工将于2021年完成。

## 车站列表
B支线列车仅往返于公园街站和波士顿学院站。公园街至肯莫尔站之间段为B、C、D三条支线共用。B支线上所有车站均没有停车场。

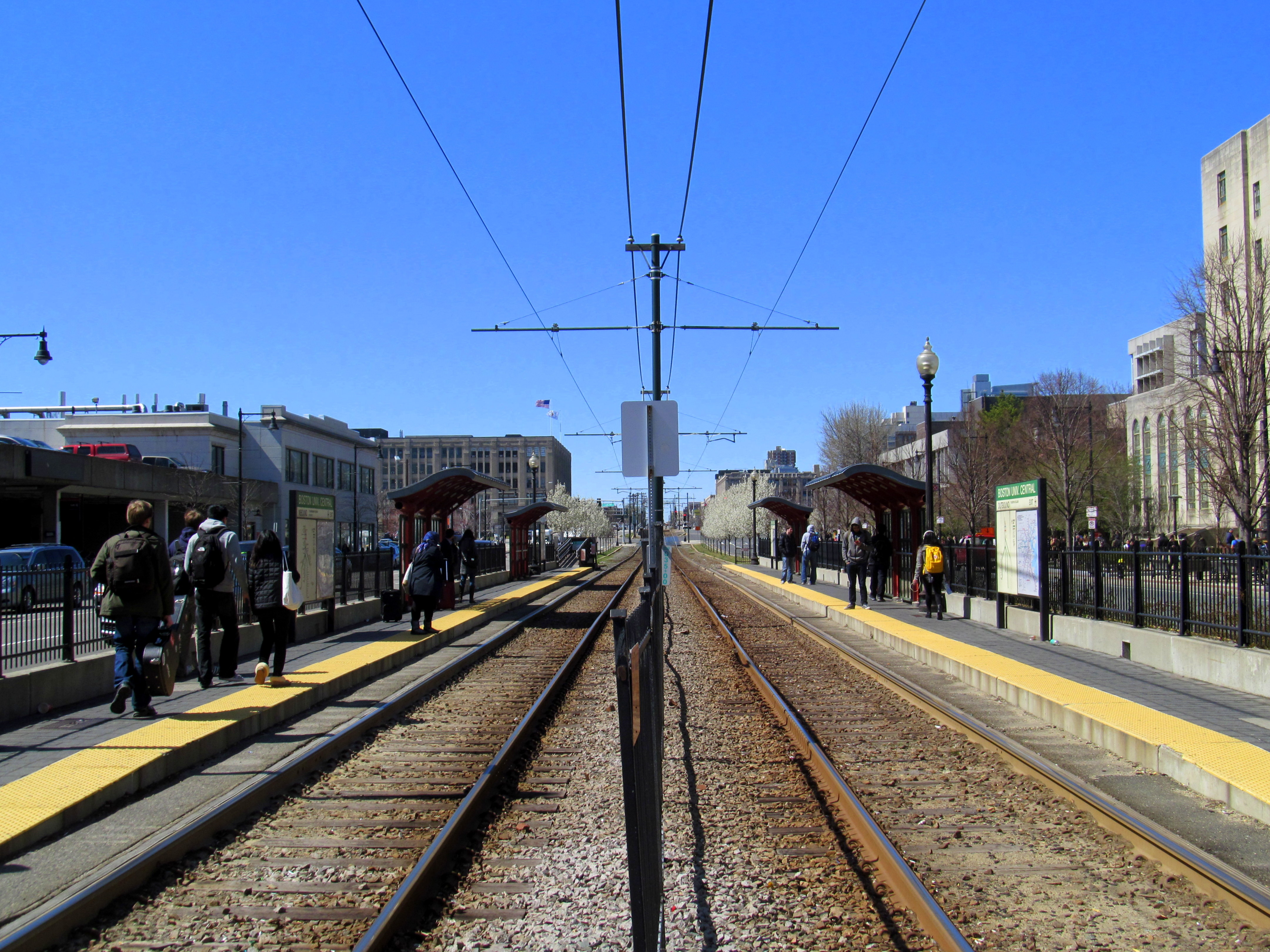
波士顿大学中央站是支线上五座无障碍车站之一

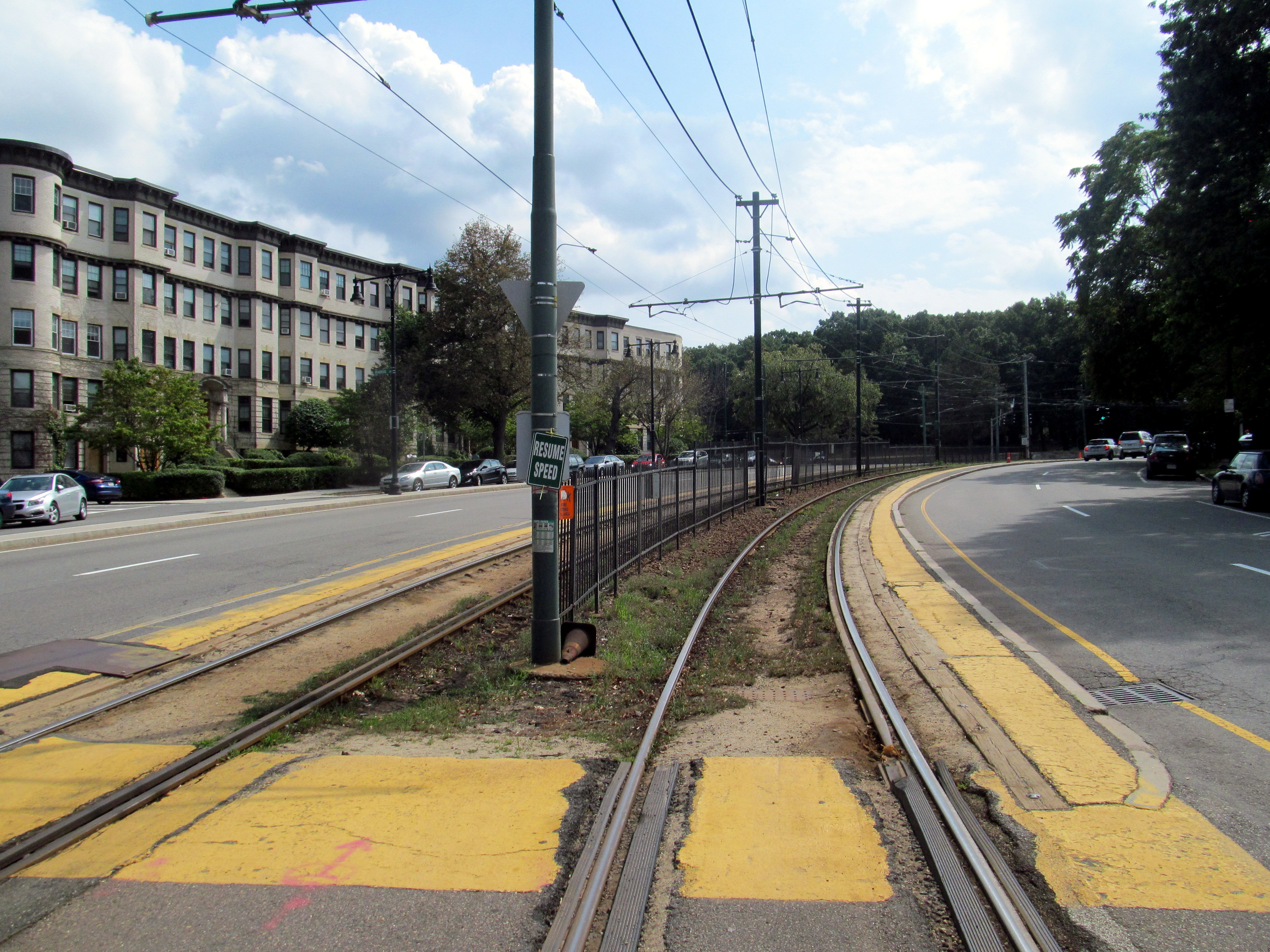
栗山大道站，典型的非无障碍车站

| 地点         | 中文站名         | 英文站名 | 启用日期       | 换乘及备注                                                             |
| ------------ | ---------------- | -------- | -------------- | ---------------------------------------------------------------------- |
| 波士顿市中心 | 公园街           |          | 1897年9月1日   | 波士顿地铁：波士顿地铁红线 在市中心十字站： 波士顿地铁：波士顿地铁橙线 |
| 波士顿市中心 | 博伊尔斯顿       |          | 1897年9月1日   |                                                                        |
| 后湾         | 阿灵顿           |          | 1921年11月13日 |                                                                        |
| 后湾         | 科普利           |          | 1914年10月3日  |                                                                        |
| 后湾         | 海因斯会议中心   |          | 1914年10月3日  |                                                                        |
| 芬威–肯莫尔  | 肯莫尔           |          | 1932年10月23日 | 在兰斯当站： 弗雷明汉/伍斯特线                                         |
| 波士頓大學   | 布兰德福德街站   |          | 约1894         |                                                                        |
| 波士頓大學   | 波士顿大学东站   |          | 约1894         |                                                                        |
| 波士頓大學   | 波士顿大学中央站 |          | 约1894         |                                                                        |
| 波士頓大學   | 大学路站         |          | 约1894         | 1975年关闭                                                             |
| 波士頓大學   | 波士顿大学西站   |          | 约1895         |                                                                        |
| 波士頓大學   | 圣保罗街站       |          | 约1895         |                                                                        |
| 波士頓大學   | 普莱森特街站     |          | 约1895         |                                                                        |
| 奥尔斯顿     | 巴布科克街站     |          | 约1975         |                                                                        |
| 奥尔斯顿     | 派卡角站         |          | 约1895         |                                                                        |
| 奥尔斯顿     | 福德姆路站       |          | 1900年5月26日  | 2004年4月20日关闭                                                      |
| 奥尔斯顿     | 哈佛大道站       |          | 1900年5月26日  |                                                                        |
| 奥尔斯顿     | 格里格斯街站     |          | 1900年5月26日  |                                                                        |
| 奥尔斯顿     | 奥尔斯顿街站     |          | 1900年5月26日  |                                                                        |
| 布莱顿       | 沃伦街站         |          | 1900年5月26日  |                                                                        |
| 布莱顿       | 顶峰大道站       |          | 1900年5月26日  | 2004年4月20日关闭                                                      |
| 布莱顿       | 华盛顿街站       |          | 1900年5月26日  |                                                                        |
| 布莱顿       | 帽山路站         |          | 1900年5月26日  | 2004年4月20日关闭                                                      |
| 布莱顿       | 萨瑟兰路站       |          | 1900年5月26日  |                                                                        |
| 布莱顿       | 利明顿路         |          | 1900年5月26日  | 1980年6月21日关闭                                                      |
| 布莱顿       | 奇斯威克路站     |          | 1900年5月26日  |                                                                        |
| 布莱顿       | 栗山大道站       |          | 1896年8月15日  |                                                                        |
| 布莱顿       | 南街站           |          | 1896年8月15日  |                                                                        |
| 布莱顿       | 灰崖路站         |          | 约1970         | 2004年4月20日关闭                                                      |
| 布莱顿/牛顿  | 波士顿学院站     |          | 1896年8月15日  | 终点站                                                                 |